# Vodeanîkî, Zvenîhorodka
Vodeanîkî (în ucraineană Водяники) este o comună în raionul Zvenîhorodka, regiunea Cerkasî, Ucraina, formată numai din satul de reședință.

## Demografie
Componența lingvistică a comunei Vodeanîkî
     Ucraineană (99,61%)
     Alte limbi (0,39%)
Conform recensământului din 2001, majoritatea populației comunei Vodeanîkî era vorbitoare de ucraineană (99,61%), existând în minoritate și vorbitori de alte limbi.